# Aleksander Moszkowski
Aleksander Moszkowski (ur. 15 stycznia 1851 w Pilicy koło Zawiercia, zm. 26 września 1934 w Berlinie) – niemiecki pisarz i satyryk pochodzenia żydowskiego. Był bratem kompozytora i pianisty Maurycego Moszkowskiego.

## Życiorys
Moszkowski urodził się w Pilicy, ale od wczesnego dzieciństwa wychowywał się we Wrocławiu.
Po ukończeniu nauki przeniósł się do Berlina, gdzie w latach 1877-1886 współpracował z czasopismem satyrycznym „Berliner Wespen” (Berlińskie osy).
W wyniku sporu z wydawcą porzucił tę pracę i założył własne czasopismo „Lustige Blätter” (Wesołe stronice) które ukazywało się do czasów Republiki Weimarskiej.
Moszkowski był zaprzyjaźniony z wieloma osobistościami Berlina, m.in. z Albertem Einsteinem. W wyniku rozmów z tym fizykiem powstała książka „Einstein. Einblicke in seine Gedankenwelt” (Einstein. Wgląd w świat jego myśli), będąca jedną z pierwszych prób popularyzacji teorii względności. Książka osiągnęła bardzo wysokie nakłady i jest dotychczas wznawiana.
Ponadto Moszkowski był autorem wielu książek satyrycznych i humorystycznych.
Napisał też w roku 1922 powieść fantastyczno-naukową '„Die Inseln der Weisheit” (Wyspy mądrości), w stylu „Podróży Gulliwera” Jonatana Swifta, w której przewidział m.in. telefony przenośne i holografię. Na wyspach Saragalla, położonych w pobliżu Hawajów, obowiązywał pośpiech, oszczędność czasu i powszechna mechanizacja. W widzeniu świata przyszłości sędziwy pisarz nawiązywał do twórczości futurystów.